# Pyrazinamid
Pyrazinamid, abgekürzt PZA, ist ein Tuberkulostatikum, welches auf das Mycobacterium tuberculosis, den Erreger der Tuberkulose, nicht jedoch auf die Rinderform (Mycobacterium bovis) oder atypische Mykobakterien, bakterizid wirkt.
Wird der Wirkstoff in der Initialphase eingesetzt, verkürzt er die Therapie und vermindert die Rezidivhäufigkeit.

## Wirkmechanismus

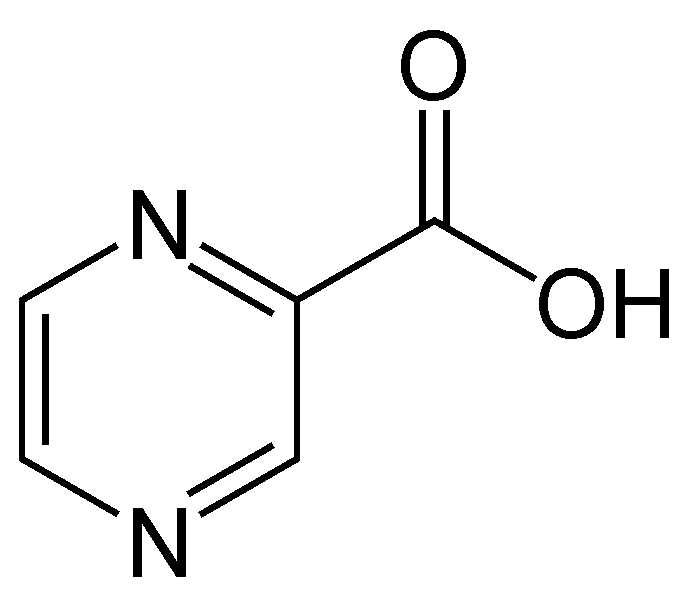
Strukturformel von Pyrazincarbonsäure

Der Wirkmechanismus ist noch nicht genau bekannt. Als gesichert gilt, dass sich der Wirkstoff in Form von Pyrazincarbonsäure in den Erregern anreichert, durch eine Amidase gespalten wird und auf diese Weise das Bakterium nicht mehr verlassen kann. Es wird vermutet, dass es – wie Isoniazid – mit NAD interferiert.
Pyrazinamid wird oral verabreicht. Es passiert auch die Blut-Hirn-Schranke, hat eine Halbwertszeit von zehn bis zwölf Stunden und wird wieder renal ausgeschieden. Bei niedrigen pH-Werten wirkt es besser als bei hohen, besonders effektiv ist es gegen intrazellulär befindliche Keime und Keime in verkäsendem tuberkulösen, abgestorbenen Gewebe.

## Nebenwirkungen
Zu beachten ist die Lebertoxizität, eine permanente Überwachung der Leberparameter ist nötig. Zudem können allergische Reaktionen wie erhöhte Lichtempfindlichkeit, Thrombozytenmangel oder sideroblastische Anämie auftreten. Pyrazinamid reduziert die Exkretion der Harnsäure, wodurch die Harnsäurekonzentration im Plasma steigt (Hyperurikämie). Hierdurch kann es zur Auslösung eines akuten Gichtanfalles kommen.

## Handelsnamen
Monopräparate
Pyrafat (D, A), diverse Generika (D, A, CH)
Kombinationspräparate
Rifater (D, A, CH), Rimstar (CH), Tebesium Trio (D)